# Ansprand van de Longobarden
Ansprand (†712) was Koning van de Longobarden in 712.

## Levensloop
Ansprand was hertog van Asti en raadsman van koning Cunipert. Toen Cunipert in 700 stierf werd hij regent voor zijn zoon Liutpert. Usurpator Raginpert en zijn zoon Aripert II  kwamen in opstand, vermoorden Liutpert en Ansprand vluchtte naar het hof van Theodo II van Beieren. Daar verzamelde hij een leger en stootte Aripert II in 712 van de troon.
Drie maand later stierf hij en werd opgevolgd door zijn zoon Liutprand.